# Borgnis
Borgnis je priimek več oseb:
- Henri-Gustave-André Borgnis-Desbordes, francoski general
- Giuseppe Antonio Borgnis, francoski inženir